# Acromyrmex niger
Acromyrmex niger es una especie de hormiga cortadora de hoja del género Acromyrmex, tribu Attini, familia Formicidae. Fue descrita científicamente por Smith en 1858.
Se distribuye por Brasil y Paraguay. Se ha encontrado a elevaciones de hasta 750 metros. Habita en bosques estacionales.